# Nuevo rico, nuevo pobre (telenovela de 2007)
Nuevo rico, nuevo pobre es una telenovela colombiana producida por Caracol Televisión entre 2007 y 2008.
Esta protagonizada por, John Alex Toro, Martín Karpan y Carolina Acevedo, con las participaciones antagónicas de Andrea Nocetti y Andrés Toro. Cuenta con las actuaciones estelares de María Cecilia Botero, Hugo Gómez y Herbert King, con las actuaciones especiales de  Diana Neira, Rosemary Bohórquez, Saín Castro, Jimmy Vásquez e Isabel Cristina Estrada, en su gran debut en telenovelas.
Caracol Internacional vendió el programa a Telemundo y a FOX.

## Sinopsis
La historia comienza 30 años antes, cuando en un hospital de un pueblo llamado San Francisco dan a luz dos mujeres, de distintas familias. Por error, una enfermera llamada Lucero Molina, quien se presenta a trabajar en estado de embriaguez, intercambia a los recién nacidos de ambas parejas. La familia Ferreira se lleva a Andrés Galindo Romero (Martín Karpan), mientras que la familia Galindo se lleva a Brayan Ferreira Mancera (John Alex Toro).
Pasando a la actualidad, Andrés es presidente y dueño de la empresa Mundo Express, y a su vez novio de la modelo más cotizada del país, Fernanda Sanmiguel (Andrea Nocetti); sin embargo es un tipo frío, e indiferente, que no festeja ninguna celebración (ni siquiera su propio cumpleaños), solo por pensar en su empresa. Lo que no sabe Andrés, es que Fernanda solo lo quiere por su dinero, y a su vez tiene un amante; Mateo López Ferreira (Andrés Toro), primo de Andrés, quien utiliza a Fernanda para arruinar a los Ferreira y quedarse con su fortuna. Entretanto, Brayan es un trabajador perezoso que vive en una pensión llamada La Caridad, junto a su padre Leónidas Galindo (Hugo Gómez), Maritza Buehanora (Rosemary Bohórquez), -quien es dueña de la pensión-, Rosmery Peláez (Carolina Acevedo), -quien trabaja como secretaria de presidencia en Mundo Express, es novia de Brayan, y están cerca de casarse-, y dos hermanos de Rosmery; Fidel Peláez (Mauricio Vélez), -camionero de Mundo Express, que tiene que soportar el acoso laboral de su jefe Julio Landázuri (Jhon Mario Rivera), pero a su vez está enamorado de la mejor amiga de Rosmery en Mundo Express; Lizeth Rubio (Isabel Cristina Estrada)-, e Ingrid Peláez (Diana Neira), quien es la menor entre los hermanos Peláez, y está secretamente enamorada de Brayan desde el día en que lo conoció, pese a la relación que tiene con su hermana.
Drásticamente, sus vidas cambian cuando antes de morir, la enfermera que atendió a las dos familias le envía una carta a Antonia Mancera (María Cecilia Botero) confesando que accidentalmente cambió a los dos bebés. Gracias al escolta personal de Antonia, Hugo Castro (Herbert King), logran localizar a Leónidas para explicarle la situación, y llevar a cabo el intercambio. Así, Andrés deja de ser un Ferreira rico, y ahora tiene que vivir en la pensión lleno de incomodidades; mientras que Brayan ahora es un Ferreira y el dueño de "Mundo Express". Este intercambio causa la enemistad entre Andrés y Brayan, mientras que Antonia y Leónidas comienzan a enamorarse.
El cambio de vidas tiene sus efectos inmediatos: Andrés pierde todos los beneficios que había disfrutado, e incluso Fernanda Sanmiguel le termina debido a que ya no era millonario. Su vida como Galindo comienza asumiendo la deuda que tiene su padre con Edmundo Gonzaga (Hermes Carmelo), un hampón que hace de prestamista del barrio Bosquecitos (lugar donde se encuentra ubicada la pensión La Caridad), y que amenaza de muerte a sus deudores, entre ellos Leónidas, quien es fuertemente golpeado por los secuaces de Edmundo. Por otro lado, pese a tener vida de millonario, Brayan se vuelve bastante engreído, a tal punto de que se olvida de sus amigos de la pensión, y termina su relación con Rosmery, precisamente en el día de su cumpleaños, para ennoviarse con Fernanda Sanmiguel. Asume la presidencia de Mundo Express, pero su gestión es todo un desastre: primero arruina un negocio con unos inversores estadounidenses, quienes prefieren invertir en las empresas rivales de Mundo Express, y posteriormente la empresa comienza a entrar en crisis, debido al poco conocimiento de Brayan en temas de economía y administración de empresas. A su vez, la vida de los Peláez cambia drásticamente con este intercambio: Rosmery se siente devastada y comienza a enamorarse de Andrés, a pesar de tener miedo de entrar en una relación luego de su experiencia con Brayan. Fidel siente desamor debido a que Lizeth nunca le presta atención, y es encarcelado debido a que en su camión transportaba mercancía de contrabando, el cual era otro negocio que Mateo López tenía encubierto, pero del cual culparon a Fidel. Por su parte Íngrid se siente devastada por el matrimonio entre Brayan y Fernanda, y decide dejar de ser la niña buena y juiciosa de la familia luego de perder su embarazo con Miller Afanador (Jimmy Vásquez), hijo de Anselmo Afanador (Saín Castro), quien es dueño de una cantina del barrio Bosquecitos.
Llega el punto en el que Antonia y Hugo sospechan de que Fernanda tiene un amante, luego de que la modelo pasara toda una noche en el apartamento de Mateo. Sin embargo, Mateo y Fernanda convencieron a los Ferreira con que Fernanda tenía la opción de un contrato de modelaje en Dubái, y que si Fernanda aceptaba ese contrato, tendría que terminar su relación con Brayan. En el aeropuerto, Brayan evita que Fernanda se vaya, pidiéndole matrimonio, pero esto solo era parte del plan que tenía Mateo para quedarse con la fortuna de los Ferreira. Después del matrimonio, la actitud de Fernanda cambia totalmente. Primero hace despedir a una de las empleadas de la mansión Ferreira para contratar a una prostituta, y hacer creer a Antonia que era una empleada mejor, con el fin de seducir a Brayan, y tener pruebas de infidelidad, pero la empleada es descubierta por Hugo, y sus planes fracasaron. Luego de un tiempo llegó el cumpleaños de Andrés y de Brayan, y mientras todos celebran el cumpleaños de Andrés en la pensión (menos Fidel, que estaba encarcelado, y Leónidas, que todavía estaba hospitalizado), Brayan recibe muy pocas felicitaciones, y se siente solo tanto en la empresa, como en la mansión. Es por eso que decide mudarse a la pensión con Fernanda luego de haberse casado con ella, aunque tomó la decisión de mudarse solo para recuperar a Rosmery. En una noche, Brayan se acuesta con Rosmery mientras estaba dormida, pero solo logró que Maritza le toma fotos durante el proceso, y que a su vez esta le envía las pruebas de infidelidad a Fernanda. Después Fernanda le pide el divorcio a Brayan al no soportar vivir un día más en la pensión, y comienza a pelear con los inquilinos, especialmente con Íngrid, quien pierde a su bebé en esta pelea. Mientras Andrés trabaja en SuperEntrega, se da cuenta de lo que hizo Brayan, y este decide terminar su relación con Rosmery al pensar que ella le traicionó. Debido a un ataque de celos, Andrés vuelve a su antigua vida de ricachón gracias a Paulina Carrillo (Norma Nivia), y pasa a trabajar para SuperEntrega, rival de Mundo Express, pero al estar todavía enamorado de Rosmery, decide volver a su vida de pobre, y se muda de nuevo a la pensión, pero Rosmery no le perdona el hecho de tener una breve relación con Paulina. Fidel recuperó la libertad bajo fianza, pero tanto en el barrio, como en Mundo Express creen que es contrabandista, por lo que decide renunciar a su trabajo. Fidel intenta conseguir otro empleo, pero su pasado judicial se lo impide, por lo cual decide ser la mano derecha de Edmundo, a quien conoció en la misma cárcel. Íngrid decide dejar el instituto para convertirse en modelo, como parte de su cambio de imagen. Por su parte, el compromiso entre Antonia y Leónidas no sienta bien a Brayan y Andrés, quienes tienen una discusión con sus propios padres.
Al conocer las pruebas de infidelidad, Antonia se decepciona con Brayan, al mismo tiempo que Fernanda Sanmiguel decide volver a la casa de los Ferreira solo para hacerle imposible la vida a Antonia. En una fiesta organizada por Fernanda, esta intenta envenenar a Brayan, pero el plan falla. En Mundo Express Mateo intenta asesinarlo en la bodega, pero es salvado por Rosmery. Antonia logra convencer a Maritza para decir la verdad en el juzgado, pero al ser atacada en la pensión por un secuestrador contratado por Mateo, no le queda otra opción que confirmar la infidelidad de Brayan. Al salir de la conciliación, Maritza miente a los Ferreira, diciendo que confirmó que no existía infidelidad de Brayan con Rosmery. Al ver que Fernanda no iba a ganar la demanda de divorcio, a Mateo no le queda otra opción que asesinar a Brayan. Intencionalmente le cortan el cable de los frenos al convertible de Brayan para que este no llegue al juzgado. El fallo salió a favor de Fernanda, por lo que no tenían necesidad de asesinar a Brayan, pero ya era tarde; Brayan sufre un accidente en el cual pierde la memoria, y se desaparece por varios días. Debido a que estaba indocumentado, fue llevado a prisión como NN, y se hacía llamar Bernardo Ferreira (al igual que su difunto padre). Posteriormente Andrés y Rosmery descubrieron que Fernanda tenía un amante incluso desde el momento en que Andrés era un Ferreira. Andrés corre a avisar a Brayan, pero este sale corriendo en su convertible hasta su posterior accidente, y Andrés le cuenta todo a Antonia, quien corta toda relación con Mateo. Debido al fallo de juzgado, Fernanda se apodera de la mitad de la fortuna de los Ferreira, y de la casa de Antonia, quien sufre un infarto en el momento de ser desalojada. Por su parte Brayan es liberado accidentalmente por Fidel, el cual tenía el plan de liberar a Edmundo, quien iba en el mismo camión que Brayan. A partir de ese momento, y con la memoria perdida, Brayan deambula como vagabundo por las calles, hasta que llega a Mundo Express y es secuestrado por Mateo y Julio, solo para cobrar la recompensa que ofrecían los Ferreira. Afortunadamente Brayan es encontrado por Íngrid en uno de los hospitales de la ciudad.
Después de reencontrarse con familia y amigos, Brayan recuperó su memoria, pero lo primero que recuerda son todos los encontronazos que ha tenido con Andrés, lo cual le lleva a denunciar a Andrés por intento de homicidio y secuestro. Esto le cuesta una breve enemistad a Brayan con los Peláez, -especialmente con Rosmery, quien ya era la novia de Andrés en ese momento- y con Antonia y Leónidas. Después toma de nuevo la presidencia de Mundo Express, pero cae en una trampa de Carlos Quintero (Santiago Bejarano), dueño de SuperEntrega, quien le hace cancelar la póliza de seguro de Mundo Express, solo para ocasionar un devastador incendio en Mundo Express, con el fin de ser dueño de la mensajería en América Latina. Esto ocasiona que Antonia pierda la confianza total en Brayan, ya que le mintió acerca de la póliza de seguros de la empresa, por lo que no lo tiene en cuenta en la reorganización de la empresa. Entretanto, Fidel entrega a Edmundo a la policía, con ayuda de Lizeth. En ese momento Fidel y Lizeth comenzaron a tener una relación, que fue brevemente interrumpida por un engaño de Maritza, quien hacía creer a Fidel que estaba embarazada de él, cuando en realidad no estaba embarazada. Solamente era una mentira para que Fidel se casara con ella, lo cual no ocurrió.
Fernanda y Mateo comienzan a disfrutar de los beneficios de fallo, pero mientras planeaban un viaje al exterior, Mateo intenta escaparse junto a Fabia Shultz/Astrid Jeunger (Natalie Ackermann), una estafadora austriaca que le roba todo el dinero a Mateo, aunque posteriormente sería deportada a su país de origen. Desde ese momento, la relación entre Fernanda y Mateo comenzó a ser muy turbia, y cuando recuperan todo el dinero, Fernanda es amordazada por Mateo, quien se escapa con todo el dinero, y se esconde en un prostíbulo a las afueras del pueblo, luego de ser delatado por Julio, el cual fue convencido por Andrés en la cárcel. Después de esta confesión, Andrés es liberado, al igual que Miller, quien llevaba bastante tiempo en la cárcel, y fue liberado bajo fianza por sus padres.
Tras la liberación de Andrés, Mundo Express comienza a recuperarse de la crisis, a su vez que comienzan a atar cabos sueltos, y van al rescate de Fernanda, quien se arrepiente de todos sus actos cometidos junto a Mateo. Fernanda revela que el incendio de Mundo Express fue causado por Carlos Quintero, con el fin de eliminar a su competencia. Por este hecho, Carlos es encarcelado junto a su primo Esteban Carrillo, y Erminson Sánchez (Antonio Puentes), autor material del incendio. Gracias a la confesión de Erminson, dan con el paradero de Mateo, quien planeaba escaparse. Durante la persecución Rosmery es secuestrada por Mateo, Andrés logra localizarla, e intenta sacrificarse por ella. Su vida es salvada por Brayan, quien se atraviesa entre Andrés y Mateo, recibiendo el impacto de bala. A pesar de ello, Mateo es encarcelado por sus delitos, entre los cuales estaba el asesinato de Héctor Cifuentes (Jorge Sánchez), quien era vigilante del edificio donde vivía Fernanda. Tras este hecho logran recuperar el dinero, y con ello pagan todas las deudas que tenía Mundo Express. Con Andrés libre la empresa se recupera en pocos meses, y posteriormente Íngrid por fin logra cumplir su sueño con Brayan, y logran convencer a Fernanda con devolverle la casa a Antonia, a cambio de un trabajo en Mundo Express.
Meses después Mundo Express se convierte en la empresa de mesajería más importante de Latinoamérica, y las cuatro parejas se van a casar (y lo hacen, acá termina la versión internacional). 
Lo que viene a continuación es la versión extendida que sólo se transmitió en Colombia que consta de 194 capítulos.
Pero en el matrimonio aparecen Erwin Hoyos (Daniel Arenas), y Britney (Carolina Guerra), los cuales planearon una venganza contra Brayan desde hace tres años. Para ello tuvieron un hijo, el cual utilizaron para estafar a Brayan, e hicieron creer que el niño era hijo de Brayan, a quien Britney demanda por alimentos. A partir de este momento, todos comienzan a tener recuerdos, tres años antes. Se ve como Brayan y Leónidas llegan a Bogotá, como Brayan le terminaba a Britney por medio de una carta, y la posterior búsqueda que hace Britney por toda la ciudad, hasta encontrarlo en un concierto, como Mateo empieza a planear quedarse con la fortuna de su tía, y cómo conoce a Fernanda Sanmiguel, como Rosmery y Lizeth se conocieron y consiguieron su trabajo actual en Mundo Express, como todo el barrio Bosquesitos es estafado por Milton Remolina (Julio Correal), quien tenía una relación con Maritza, y huye de la pensión y el barrio. Por este delito, culparon a Leónidas, quien es encarcelado por un día. Se recuerda también la terminación del romance entre Rosmery y Erwin, y el inicio del romance entre Brayan y Rosmery, lo que da inicio al largo dolor y sufrimiento de Íngrid. En medio del dolor, Erwin conoce a Britney, quien también había sido despreciada por Brayan, y desde ahí comenzaron a planear la venganza contra Brayan.
Tras repasar los recuerdos con la juez que tiene a cargo el caso, a Brayan no le queda más opción que asumir que tenía un hijo con Britney, lo que deja devastada a Íngrid, y la cuatriboda es aplazada hasta que se aclare la situación. En ese momento Brayan comienza a disfrutar con su "hijo ilegítimo", mientras que Andrés se empeña en capturar a Milton Remolina, quien más tarde se descubriría que era el padre de Fernanda Sanmiguel, gracias a Deyanira Sanmiguel (Maribel Abello), madre de Fernanda, quien estaba en la cárcel durante un tiempo. Llega un tiempo en el que Brayan y Antonia comienzan a sospechar del verdadero padre de Brayancito (nombre que le tenían al hijo de Britney), debido a las actitudes cada vez más esquivas de Britney. En una interacción que tuvi Íngrid con el niño, este pinta a su verdadero padre en un dibujo, y esto lleva a los Ferreira a realizar un examen de paternidad al niño, con el que se descubre que el verdadero padre es Erwin, y el verdadero nombre del niño es Erwincito. Al verse descubierto, Erwin (quien tenía cargos por falsificación de medicamentos) se esconde en la casa de su madre e intenta huir, pero luego es capturado junto con Milton Remolina. Con todos los criminales capturados, Brayan e Íngrid deciden ser padrinos de Erwincito, y las cuatro parejas pudieron casarse.

## Elenco
- John Alex Toro - Brayan Leónidas Galindo Romero / Brayan Leónidas Ferreira Mancera / Bernardo Ferreira (Joven)
- Martín Karpan - Andrés Ferreira Mancera / Andrés Galindo Romero
- Carolina Acevedo - Rosmery Peláez Ortiz de Galindo
- Andrea Nocetti - Fernanda San Miguel Puyana
- María Cecilia Botero - Antonia Mancera de Ferreira / de Galindo
- Hugo Gómez - Leónidas Galindo
- Andrés Bermúdez - Leónidas Galindo (Joven)
- Andrés Toro - Mateo López Ferreira
- Diana Neira - Ingrid "Millar" Peláez Ortiz de Ferreira
- Isabel Cristina Estrada - Lizeth Tatiana Rubio
- Mauricio Vélez - Fidel Ernesto Peláez Ortiz "El Gordo"
- Jimmy Vázquez - Miller Anselmo Afanador Carranza
- Saín Castro - Anselmo Afanador
- Rosemary Bohórquez - Maritza Juliana Buenahora [4]
- Herbert King - Hugo Castro
- Jhon Mario Rivera - Julio Ernesto Landázuri Flores
- Liliana Escobar -  Esperanza Romero de Galindo
- Daniel Arenas - Erwin Alfonso Hoyos
- Carolina Guerra - Britney Liliana Coy
- Caterin Escobar - Nury
- Norma Nivia - Paulina Carrillo
- Jaime Varela - Orlando
- Santiago Bejarano - Carlos Quintero Carrillo
- Jorge Sánchez - Héctor Cifuentes +
- Diana Mendoza - Diana de Guzmán
- John Montoya - Harold
- Gabriel Ochoa Camilo Guzmán
- Lorena de McAllister - Florence
- Gerardo Calero - Abogado Emilio De la Iglesia
- Maribel Abello - Deyanira Puyana de San Miguel
- Julio Correal - Milton San Miguel "Milton Remolin"
- Edna Márquez - Roberta
- Natalie Ackermann - Astrid Jeunger "Fabia Shultz" Cómplice de Carlos Quintero
- José Rojas - Augusto
- Fernando Lara - Detective Marrón
- Hermes Camelo - Edmundo Gonzaga
- Antonio Puentes - Erminson Sánchez
- Eleazar Osorio - Juan Osorio
- Carlos Serrato - Dr. Trujillo
- Manolo Cruz - Ayudante joven de Don Edmundo Gonzaga
- Nelson Camayo - Chamizo ayudante de Don Edmundo Gonzaga
- Eddy Rivera - Bocalinda ayudante de Don Edmundo Gonzaga
- Juan Pérez Almanza - Malaleche ayudante y Cobrador de Don Edmundo Gonzaga, Asistente de Milton Remolina y Empleado de Erminson Sánchez
- Fernando Arango - Peluche
- Harold Córdoba - "El Mono"
- Yesid Tellez - "Motas"
- Andrés Parra - Orlando Araújo
- Luis Fernando García - Camilo Dussan
- Federico Rivera - Rogelio
- Arcenio Roberto Valderrama - Hernando
- Astrid Junguito - Genoveva Carranza / Mamá de Miller
- Ricardo Puentes Melo - Abogado defensor de Erminson
- Joseph Fuzessy - Mr. Stein / Dueño de Redex
- Diego Agudelo - "Vigilante del club"
- Francisco Rueda - "Policía del pueblo donde capturaron a Mateo Javier
- Elkin Mauricio Goméz Sánchez - "Loco de la cárcel que dice: "Me trajo pollo El Gallo Claudio"
- Jaime Santos - Juez Yacaman
- Enrique Poveda - Abelardo Torres - Contador de Mundo Express
- Miguel Puerta - Mendoza - Empleado y gerente de Superentrega
- Jarol Fonseca Alzate - Pachón - Vigilante de Mundo Express
- Nataly Umaña - Ilona
- Vicky Rueda - Diana Inés Martínez

## Premios y nominaciones

### Premios TVyNovelas
| Año  | Categoría                               | Nominado                                            | Resultado |
| ---- | --------------------------------------- | --------------------------------------------------- | --------- |
| 2008 | Mejor telenovela                        | Mejor telenovela                                    | Nominada  |
| 2008 | Mejor Actor Protagónico Favorito        | John Álex Toro                                      | Nominado  |
| 2008 | Mejor Actriz Protagónica Favorita       | Carolina Acevedo                                    | Ganadora  |
| 2008 | Mejor Actor Antagónico Favorito         | Andrés Toro                                         | Nominado  |
| 2008 | Mejor Actriz Antagónica Favorita        | Andrea Nocetti                                      | Nominada  |
| 2008 | Mejor Actriz Revelación                 | Isabel Cristina Estrada                             | Ganadora  |
| 2008 | Personaje Femenino Que Se Robó El Show  | Rosemary Bohórquez                                  | Ganadora  |
| 2008 | Personaje Masculino Que Se Robó El Show | Jimmy Vásquez                                       | Nominado  |
| 2008 | Personaje Masculino Que Se Robó El Show | Mauricio Vélez                                      | Nominado  |
| 2008 | Mejor Banda Sonora/Tema Musical         | Nadie sabe lo que tiene, hasta el día que lo pierde | Ganadora  |
| 2008 | Mejor Figura 2007                       | John Alex Toro                                      | Nominado  |

### Premios India Catalina
| Año  | Categoría                              | Nominado                                    | Resultado |
| ---- | -------------------------------------- | ------------------------------------------- | --------- |
| 2008 | Mejor telenovela                       | Mejor telenovela                            | Nominada  |
| 2008 | Mejor actor protagónico de telenovela  | John Alex Toro                              | Nominado  |
| 2008 | Mejor actor protagónico de telenovela  | Martín Karpan                               | Nominado  |
| 2008 | Mejor actriz protagónica de telenovela | Carolina Acevedo                            | Nominada  |
| 2008 | Mejor actriz antagónica de telenovela  | Andrea Nocetti                              | Nominada  |
| 2008 | Mejor Libreto Original                 | Jörg Hiller, Claudia Sánchez y Rafael Rojas | Nominados |
| 2008 | Mejor Director                         | Andrés Marroquín                            | Nominado  |

## Versiones
- La productora mexicana TV Azteca realizó una nueva versión titulada Pobre rico, pobre, producido por Ángel Mele y protagonizada por Héctor Arredondo,[8] Víctor García y Cynthia Vázquez.
- La cadena chilena TVN realizó una nueva versión titulada Pobre rico, protagonizada por Simón Pesutic y Alonso Quintero en el 2012.
- La televisión Prva de Serbia realizó una nueva versión titulada Igra sudbine  (El juego del destino), protagonizado por Luka Raco, Stevan Piale y Milica Milša en el 2020.
- La cadena griega Alpha TV realizó una versión nueva titulada Έλα στη Θέση μου, producido por J . K . Productions. y también con el guion de George Kritikos. La dirección es de Yannis Vassiliadis y Spiros Rasidakis.[9]
- Caracol Televisión realizó una nueva versión para 2025 utilizando el mismo título, producida por Manuel Peñalosa y protagonizada por Juan Manuel Guilera ; Variel Sánchez y Lina Tejeiro. Curiosamente, John Alex Toro hace una aparición especial interpretando a Leonidas Galindo.[10]